# Johan August Brinell
 (juin 2019).
Si vous disposez d'ouvrages ou d'articles de référence ou si vous connaissez des sites web de qualité traitant du thème abordé ici, merci de compléter l'article en donnant les références utiles à sa vérifiabilité et en les liant à la section « Notes et références ».
Johan August Brinell, né le 21 novembre 1849 à Bringetofta et mort le 17 novembre 1925 à Stockholm, est un ingénieur suédois qui a inventé l'échelle qui porte son nom dont le but est de mesurer la dureté des métaux.

## Biographie
Fils de simples fermiers, il suit un cursus à l'école technique de Borås de 1868 à 1871. Il travaille par la suite dans des ateliers de mécaniques et dans un bureau d'étude. Il est alors présenté par le frère de Gustav Ekman à ce dernier, qui l'embauche dans sa fonderie à Lesjöfors. C'est là qu'il apprend le métier de métallurgiste. En 1882, il devient ingénieur en chef aux aciéries de Fagersta.
Il publie en 1885, dans les annales de l'Association suédoise des producteurs d'acier, l'article « Sur le changement de la structure de l'acier durant le réchauffement et le refroidissement » (Om ståls texturförändringar under uppvärmning och avkylning) et découvre par la suite que le taux de carbone modifie les propriétés de cet alliage.
En 1900, il conçoit l'échelle de Brinell, qui mesure la dureté des métaux et des alliages métalliques « peu durs ». De 1903 à 1914, il est ingénieur en chef des aciéries de Järnkontoret.
En 1907, pour ses travaux sur le durcissement de l'acier, la prestigieuse Université d'Uppsala lui décerne la médaille Bessemer et le nomme Docteur honoris causa.

## Hommages
- L'Association suédoise des producteurs d'acier a créé la médaille Brinell, récompensant les travaux de métallurgistes.